# Fondazione Rossini
La Fondazione Rossini è una fondazione di Pesaro cui è demandato il compito di tutelare l'immagine e la musica del compositore italiano Gioachino Rossini.

## Storia
Con R.D. 4 aprile 1869 il Comune di Pesaro veniva autorizzato ad accettare l'eredità lasciatagli da Rossini con testamento del 5 luglio 1868. Con l'eredità il Comune istituiva il Liceo Musicale che nel giugno 1869 veniva eretto con R.D. in Corpo Morale.
Con la Convenzione del 1940 il Liceo Musicale veniva statalizzato trasformandosi in Conservatorio Statale di Musica G. Rossini, mentre l'Ente Morale, al quale il Comune aveva conferito la proprietà e la gestione del patrimonio ereditato dal Maestro, assumeva la denominazione di Fondazione G. Rossini.

## Finalità della Fondazione
La Fondazione Rossini non ha scopo di lucro. Le sue finalità sono precipuemente il sostegno dell'attività del conservatorio musicale, lo studio e la diffusione nel mondo della figura, della memoria e delle opere di Rossini.
L'opera omnia in edizione critica, costituisce il maggiore impegno editoriale che la Fondazione svolge in collaborazione con Casa Ricordi cui è affidata la distribuzione delle Edizioni, la stampa degli spartiti e delle parti orchestrali e corali.
Scopo dell'edizione critica non è soltanto quello di per sé valido di compiere un'operazione di restauro filologico con la pubblicazione e quindi la trasmissione di tutto il materiale autentico, ma anche quello di restituire al pubblico la produzione rossiniana, in passato limitata a pochi titoli di repertorio.
Il collegamento con il Rossini Opera Festival, che mette in scena le opere del Maestro in edizione critica, permette la verifica immediata e dal vivo del lavoro svolto, all'interno di una dimensione di laboratorio sperimentale che costituisce un caso pressoché unico nella vita musicale non solo italiana, ma internazionale.
Fondazione Rossini, Casa Ricordi e Rossini Opera Festival fanno parte del Comitato della Restituzione rossiniana.
La Fondazione pubblica inoltre un suo periodico che ospita contributi scientifici di carattere musicologico, il Bollettino del Centro Rossiniano di Studi, e integra l'Opera Omnia con la pubblicazione dell'Epistolario rossiniano a cura di Bruno Cagli e Sergio Ragni e delle Collane Saggi e Fonti, oltre a I libretti di Rossini e Iconografia rossiniana.
L'attività della Fondazione si realizza con il contributo del Comune di Pesaro, della Regione Marche, dell'Amministrazione provinciale di Pesaro e Urbino, del Ministero per i Beni e le Attività Culturali e la collaborazione della Fondazione Cassa di Risparmio di Pesaro e della Banca dell'Adriatico.

## Organismi
Questi gli organismi principali della Fondazione (al 2016):
Consiglio di Amministrazione
- Presidente: Oriano Giovanelli

ConsiglieriAlberto Berardi; Ludovico Bramanti; Francesca Matacena; Lucio Carlo Meale; Stefano Pivato.
Assemblea
- Presidente: Daniele Vimini

Consiglieri
Luigi Bravi; Fabio Corvatta; Riccardo Corbelli; Marco Cangiotti, Franca Scopinigo Mancini; Daniele Tagliolini; Massimo Tonucci.
Collegio Sindacale
- Presidente: Vincenzo Galasso.

Consiglieri
Alessandro Comandini; Valeria Sacco
Segretario generaleCatia Amati
Comitato d'onore
- Presidente: Bruno Cagli
- Componenti: Giovanni Carli Ballola; Jeremy Commons; Johan Eeckeloo; Antonio Pappano; Maurizio Pollini; Salvatore Settis.

Direttore dell'edizione criticaIlaria Narici
Collaboratori scientificiAnnalisa Bini; Emilio Sala; Cesare Scarton; Damien Colas; Davide Daolmi; Renato Meucci; Reto Muller; Benjamin Walton